# HD 94510
HD 94510 (u Киля, u Car / u Carinae) — звезда в созвездии Киля. Это оранжевый гигант спектрального класса К с видимым блеском +3.78, удалён от Земли на 96,8 световых лет.
HD 94510 имеет склонение почти в -59 градусов, поэтому он может наблюдаться только к югу 31 градуса северной широты. Южнее 31 градуса южной широты звезда никогда не заходит за горизонт. На территории России не наблюдается.